# Борромео, Кристиан
Кристиан Борромео (итал. Christian Borromeo; род. 2 июля 1961) — итальянский актёр.

## Ранняя жизнь
Родился 2 июля 1961 года в Италии.

## Карьера
Снимался в роли Тома в триллере Руджеро Деодато «Дом на краю парка» (1980), в роли Джанни в фильме-джалло Дарио Ардженто «Дрожь» (1982), а также в роли Кристиана в фильме Федерико Феллини «Интервью» (1987).
В 1997 оставил актёрскую карьеру.

## Избранная фильмография
| Год  |   | Русское название  | Оригинальное название      | Роль     |
| ---- | - | ----------------- | -------------------------- | -------- |
| 1980 | ф | Дом на краю парка | La Casa sperduta nel parco | Том      |
| 1982 | ф | Дрожь             | Tenebre                    | Джанни   |
| 1987 | ф | Интервью          | Intervista                 | Кристиан |